# Гинзбург, Соломон Израилевич
Соломон Израилевич Гинзбург (род. 25 сентября 1959 года, Екабпилс, Латвийская ССР, СССР) — российский политик, общественный деятель, депутат Калининградской областной думы, руководитель депутатского объединения, член Федерального политического комитета и Федерального гражданского комитета политической партии «Гражданская Платформа» в 2012—2015 годы.

## Биография

### Латвийский период
Отец — Гинзбург Израил Соломонович (1910—1991), маляр, строитель, художник. Фронтовик, награждён орденами и медалями.
Мать — Гофман Елена Григорьевна (1923—1990), работник финансовой службы.
1966—1976 гг. — обучение в Екабпилской средней школе № 2. Призёр районных и республиканских олимпиад по истории. Тренировался в секции классической борьбы спортобщества «Варпа» («Колос»).
1976—1977 гг. — работа художником-реставратором в Екабпилском краеведческом музее, разнорабочим в совхозе имени XXV съезда КПСС Екабпилского района.

### Студенческие годы
1978—1983 гг. — студент исторического факультета Калининградского государственного университета, который окончил с отличием. Диплом Г-I № 351265. Прошёл путь от рядового бойца до командира областного сводного строительного отряда (около 1000 человек).
1979 г. — призёр всесоюзного конкурса по всеобщей истории, проводимым в Саратовском государственном университете. Руководитель кружка по изучению античной истории «Гермес». Активно занимался общей физической подготовкой, единоборствами, бадминтоном.
1980 г. — автор сценария и постановщик «Куликовской битвы» (сыграл роль «хана Мамая») в ходе конкурса «Студенческая весна», посвящённого 600-летию Куликовской битвы. Постановка заняла на конкурсе 1-е место. Глубоко занимался проблемами античности. Для чтения первоисточников выучил латинский и древнегреческий языки.
В 1982 году женился на студентке третьего курса исторического факультета — Елене. Параллельно с отличной учёбой, посменно работал на Калининградском железнодорожном вокзале грузчиком.

### Преподавательская, научно-исследовательская, просветительская деятельность
1983—1991 гг. — по распределению после окончания университета преподавал историю в Добринской средней школе и в Калининградском производственном комплексе «ПТУ-техникум» облпотребсоюза. Сумел реализовать педагогику сотрудничества. Привил своим учащимся интерес к отечественной и всеобщей истории. В связи с обучением в аспирантуре Ленинградского госуниверситета отказался от предложения РК КПСС стать директором Добринской школы.
1987—1991 гг. — заочное обучение в аспирантуре ЛГУ на кафедре Древней Греции и Рима. В 1992 году под научным руководством д.и.н. проф. Эдуарда Фролова защищает кандидатскую диссертацию по малоизученным аспектам политической борьбы в Афинах (борьба с тиранией, институт остракизма). Диплом кандидата наук КД № 059823. Автор статей по античной истории.
1995—2006 гг. — представитель фонда «Российский общественно-политический центр» в Калининграде.
1997—1998 гг. — завкафедрой «Регионалистика» Балтийского института экономики и финансов. Доцент. Автор учебника «Регионалистика».
С 1998 года — по настоящее время — основатель и директор фонда социально — экономических и политических исследований «Региональная стратегия». Фонд ежемесячно выпускает аналитический сборник «Регион» по проблемам развития Калининградской области, проводит научно-практические конференции.
2003—2006 годы — в рамках проекта «Открытая Россия» возглавлял Калининградские школы публичной политики и гражданского общества (обучено 168 слушателей). Первыми эти школы начали работу в Калининграде.
2014 г. — разработал и представил 30 января на заседании Федерального гражданского комитета Политической партии Гражданская платформа проект «Внешнеполитической доктрины России».
2022 -  2023 гг. преподаёт в Калининградском филиале МФЮА

### Работа на административных постах
Являясь депутатом областного Совета народных депутатов, осенью 1991 года принимает предложение первого губернатора области Юрия Маточкина о переходе в администрацию области.
1991—1992 гг. — советник главы администрации по политическим вопросам.
1993 г. — главный советник в ранге заместителя главы обладминистрации.
1994—1996 гг. — глава информационно-аналитического управления администрации области. Один из самых близких соратников Ю.Маточкина.
1994—1995 гг. — обучение в Московской школе политических исследований (Московская школа политических исследований). Проходил стажировку в парламентах Европы (Великобритания, Швеция, Испания, Дания) и Конгрессе США. По мнению экспертов, губернаторство профессора Юрий Маточкина было самым эффективным в постсоветской истории Калининградской области. Принимал участие в разработке договора о разделении предметов ведения между областью и федеральным центром (подписан Ю.Маточкиным и Б.Ельциным 12 января 1996 года) и закона об Особой экономической зоне в Калининградской области (стал действовать с 31 января 1996 года).
В 1994 году инициировал создание Общественной палаты Калининградской области, что явилось первым успешным Российским опытом. После поражения Ю.Маточкина на губернаторских выборах в октябре 1996 г., несмотря на возможность продолжения административной карьеры, добровольно уходит в отставку.

### Депутатская деятельность
В марте 1990 г. на первых демократических выборах в областной Совет народных депутатов по округу № 67 побеждает кандидата от КПСС, крупного хозяйственного руководителя. Возглавляет подкомиссию по образованию. Добивается принятия постановления, обеспечивающего социальную поддержку педагогов области.
В 2000 г. становится депутатом областной Думы от блока «Янтарный край России». Разрабатывает и добивается принятия законов «О депутатских расследованиях в КО», «О порядке предоставления информации органами госвласти области» и др.
В 2001 г. инициирует создание форума депутатов Калининградской облдумы и Сейма Литовской Республики.
2001—2005 гг. — член наградной комиссии при губернаторе Калининградской области.
В 2006 г. выигрывает выборы в областную Думу по многомандатному округу № 1 у кандидатов от «ЕР», КПРФ и «Яблока». Избирается зампредседателя комитета по международным отношениям и регламенту. Отказывается, в случае перехода в «ЕР», от возможности стать первым вице-спикером облдумы.
В 2011 г. побеждает на выборах в областную Думу по одномандатному округу № 1 кандидатов от «ЕР», КПРФ и ЛДПР. Избирается зампредседателя комитета по международным отношениям, правопорядку и безопасности. Автор 15 законов, включая уставные, и 27 законодательных инициатив.
По итогам выборов в Калининградскую областную Думу в 2016 году при подсчете голосов лидировал в течение трёх дней, с 18 по 20 сентября 2016 года, но 21 сентября был объявлен победителем кандидат от «Единой России». Гинзбург обратился в суд в связи с фальсификацией результатов голосования, судебный процесс шёл в 2016—2018 годах, Гинзбург его проиграл.
Первым из депутатов стал публично отчитываться перед избирателями о ежегодных конкретных результатах своих действий.
Автор книг и исследований по проблемам развития Западного края России.

## Политическая активность
Отличается прочными демократическими убеждениями.
- В 1996 году — основатель Союза демократических сил «Янтарный край России». Дважды, в 1996 г. и 2000 г., приводил его к успеху на выборах в Калининградскую областную Думу.
- В 2001 г., фракция «ЯКР» преобразовалась во фракцию СПС. 2001—2008 гг. — член СПС. До 2004 г. — лидер фракции СПС в областной Думе.
- В 2000 г. — один из руководителей избирательной кампании кандидата в губернаторы командующего Балтийским флотом адмирала Владимира Егорова, продолжившего дело Юрия Маточкина. Кампания завершилась победой В. Егорова.
- В 2005—2010 гг. — основной оппонент областной «ЕР» и губернатора Георгия Бооса, являющегося членом Генерального политсовета «ЕР».
- Один из организаторов в 2009—2010-х годах мощных Калининградских митингов, автор их политических резолюций.
- С 2008 года автор самого популярного и влиятельного калининградского блога[источник не указан 2772 дня], на котором размещены его статьи о статусе и сценариях развития региона (блог С. И. Гинзбурга)
- Соломон Гинзбург — один из лидеров областной политической оппозиции[источник не указан 2772 дня], выступает с заявлениями, резко критикующими «Единую Россию», региональную политику Владимира Путина и текущее управление своим регионом.
- Известен как автор идеи особого статуса Калининградской области — эксклава России, автор проекта Федерального закона, регулирующего этот статус; выступает за изменения порядка управления регионом, восстановление федерализма.
- Летом 2011 г. был приглашён российским политиком Михаилом Прохоровым к сотрудничеству. На президентских выборах 4 марта 2012 г. М.Прохоров получил в Калининграде один из самых высоких показателей в России.
- 27 октября 2012 года на съезде Политической партии Гражданская Платформа С. И. Гинзбург был избран в состав Федерального политического комитета партии[7].
- Один из лидеров общественного мнения в регионе[источник не указан 2772 дня].
- По итогам интернет-голосования весной 2013 г., «Выбрать нельзя назначить»: эксперты о борьбе за кресло губернатора Калининградской области С. И. Гинзбург получил большинство голосов, в ходе голосования по выборам губернатора, опередив замполпреда Президента Российской Федерации по СЗФО, а так же действующего губернатора. (инфо. с сайта) ПП «Гражданская Платформа»
- 13 марта 2015 г., в знак протеста в связи с вмешательством в дела партии Гражданская Платформа, совместно с М. Прохоровым, А. Макаревичем, А. Любимовым, А. Пугачевой, Е. Ройзманом, Е. Гениевой, Л. Улицкой, Л. Ярмольником и др., вышел из партии, её ФПК (Федеральный Политический Комитет) и ФГК (Федеральный Гражданский Комитет) политической партии Гражданская Платформа.[8]
- На выборах в Государственную думу Федерального Собрания РФ VII созыва (2016 год) баллотировался по 98 Центральному одномандатному избирательному округу, Калининградская область[9]. Занял 4-е место, набрав 6,61 % голосов[10].
- В сентябре 2020 года подписал письмо в поддержку протестных акций в Белоруссии[11].
- В 2017 году назначается членом Общественной палаты региона 4-го состава, руководит в ней рабочей группой по законотворчеству.
- В 2018 году инициирует и становится автором инновационного закона "Об Общественных советах при органах государственной власти Калининградской области".
- В 2020 году назначается членом Общественной палаты региона 5-го состава.

## Личные качества
- Хобби: постоянные спортивно-физические тренировки, работа в саду, увлекается рок-музыкой.
- Жена Елена — историк. Двое детей: сын Евгений и дочь Алена.

## Награды
- В 1981 году награждается почётной грамотой обкома ВЛКСМ «За добросовестный труд» в связи с работой в стройотряде
- В 1986 году награждается почётным знаком ЦК ВЛКСМ «Лучшему учителю-комсомольцу»
- В 2001 году становится лауреатом городского конкурса Калининграда «Время События Люди» в номинации «Политик»
- В 2002 году за укрепление добрососедства между народами, практические шаги в становлении гражданского общества был награжден рыцарским крестом ордена Великого князя Литовского Гядиминаса (Кавалер рыцарского креста ордена Великого князя Литовского Гядиминаса (лит.); Литва, 14 июня 2002 года[12]).
- В 2004 году становится победителем городского конкурса «Время События Люди» в номинации «Приз зрительских симпатий»
- В 2006 году за добросовестный труд и гражданскую позицию награждается медалью «60 лет Калининградской области» (постановление Правительства области № 479 от 29 июня 2006 г.)
- В 2009 году получает Благодарность председателя Совета Федерации Федерального Собрания Российской Федерации «за многолетний добросовестный труд и большой вклад в развитие российского парламентаризма» (6 марта 2009 год)
- В 2020 году награждается благодарностью Общественной палаты региона "За большой вклад в развитие институтов гражданского общества Калининградской области"